# Харов'юк Данило Юрійович
Дани́ло Ю́рійович Харов'ю́к  (*25 грудня 1883, село Підзахаричі, нині Путильського району Чернівецької області — †14 жовтня 1916) — український письменник.

## Біографія
1905 року закінчив Чернівецьку учительську семінарію. Учителював на Буковині.
1914 року Харов'юка мобілізували до армії. Під час війни захворів і помер.

## Творчість
Автор реалістичних оповідань із селянського життя: «Полагна» (1907), «Посліднє верем'є» (1908), «Ліцитація» (1911), «Смерть Сороканюкового Юри» (1913). Правдиво відобразив процес зубожіння буковинського селянства.
Твори Харов'юка передруковано у книзі «Письменники Буковини» (Київ, 1958).